# Het feest van tante Rita 2 - de chocobom
Het feest van tante Rita 2 - de chocobom is een Nederlandse film uit 2024. De film is net als de voorganger geregisseerd door Dennis Bots.

## Verhaal
Jan Dubbel wil meedoen aan de wedstrijd van Ko Bonoco, maar als zijn keuken onder de chocolade komt te zitten als hij even afgeleid is, kan hij niet meer meedoen. Zijn vrouw Chanelle regelt dat ze gratis mogen verblijven op een camping en daar gebruik maken van de keuken, als de hele familie meehelpt op het park. Vader Jan is verantwoordelijk voor de keuken, Lulu moet hand- en spandiensten doen en Chanelle gaat meehelpen in het animatieteam. Op de camping leert Lulu Max kennen, een jongen van haar leeftijd die op de camping werkt. De oma van Max doet ook mee aan de chocoladewedstrijd en wil koste wat kost winnen. Ze schakelt haar Max in om de familie dubbel te bespioneren. Als er op een gegeven moment zeepsop in het chocolademengsel van haar vader zit, weet Lulu zeker dat ze gesaboteerd worden. Samen met VWO gaat ze op zoek naar de dader. Als Max zijn oma probeert tegen te houden, komt hij in de val van VWO en Lulu terecht. Hierdoor houdt de vriendschap van Lulu en Max op te bestaan. Als tijdens de wedstrijd Oma probeert om Jan te beschuldigen van diefstal weet Max haar over te halen om de waarheid te vertellen, waardoor de vriendschap tussen Max en Lulu hersteld wordt.

## Rolverdeling
| Acteur                | Personage            | Opmerkingen                |
| --------------------- | -------------------- | -------------------------- |
| Edsilia Rombley       | Chanelle Dubbel      |                            |
| Esther Mbire          | Lulu Dubbel          |                            |
| Pim Muda              | Jan Dubbel           |                            |
| Duco Bunschoten       | Max                  |                            |
| Marjolein Touw        | Ria Bakzeil          | Oma van Max                |
| Rob Kemps             | Ko Bonoca            | directeur chocoladefabriek |
| Dennis Willekens      | Meneer van de Heuvel | Directeur camping          |
| Piet Tomassen         | VWO                  |                            |
| Janny van der Heijden | Juryvoorzitter       |                            |
| Joanne Telesford      | Tante Rita           |                            |